# Marcin Steczkowski

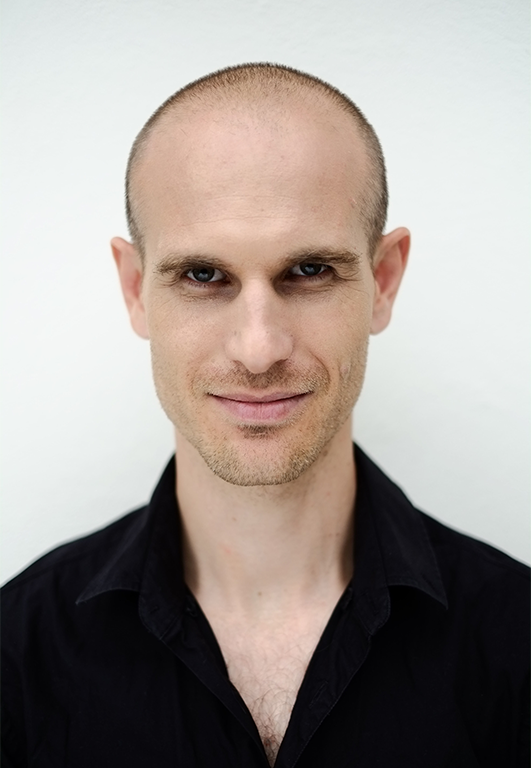
Marcin Steczkowski, fot. Szymon Szcześniak (2022)

Marcin Steczkowski (ur. 30 października 1978 w Rzeszowie) – artysta, muzyk, kompozytor, dyrygent, trener biznesu. Od 3 roku życia występował na scenie, debiutował w Muzykującej Rodzinie Steczkowskich. Multiinstrumentalista, gra na saksofonach: sopranowym, altowym, tenorowym; także na EWI, fletach, sopiłkach, skrzypcach i instrumentach wirtualnych.

## Edukacja
Ukończył Akademię Muzyczną im. I. J. Paderewskiego w Poznaniu. Jest absolwentem dwóch wydziałów: Wydziału Instrumentów Smyczkowych, Harfy i Lutnictwa w specjalności lutnictwa artystycznego (2006); a także Wydziału Wokalno-Aktorskiego w specjalności śpiewu solowego (2012).

## Twórczość muzyczna
Komponuje muzykę filmową, teatralną i chóralną, tworzy autorskie projekty muzyczne. Od 2008 roku tworzy serię „Sketches” dostępną na Spotify.
Jest twórcą monodramu muzycznego „Homo Homini”, który w 2011 wystawił podczas największego na świecie festiwalu monodramu „United Solo” w Nowym Jorku. Był kierownikiem muzycznym spektaklu „Hallo Szpicbródka” w reżyserii Wojtka Kościelniaka (2012). Spektakl ten był punktem kulminacyjnym obchodów jubileuszu 65-lecia Teatru Syrena.
Stworzył muzykę do pierwszego w historii Łódzkiej Szkoły Filmowej musicalu „Cyberiada” według cyklu opowiadań Stanisława Lema.
Jest również twórcą muzyki wykorzystanej w programie „Daleko od miasta”. 
Od 2021 roku pracuje nad projektem "duodemic".  W 2022 roku powstał album duodemic_one we współpracy z muzykami takimi jak Marcin Jadach, Piotr Mełech, Halszka Nabira, Krzysztof Nowakowski, Przemysław Wojciechowski, Michał Zaborski. 

## Działalność popularyzatorska i edukacyjna
Prowadzi różne grupy wokalne i instrumentalne, w tym „Chór Chór Hurra”, „Z tamtej strony”, „Chór Colliers”.
W 2016 roku został powołany na Prezesa Zarządu Fundacji WSPAK, której działania skupione są wokół promocji sztuki i zachęcania ludzi do odkrywania swoich talentów oraz czynnego uczestnictwa w tworzeniu sztuki.